# Águas Belas (Sabugal)
Águas Belas es una freguesia portuguesa del concelho de Sabugal, con 14,10 km² de superficie y 220 habitantes (2001). Su densidad de población es de 15,6 hab/km².